# علي الحاكيمي
علي الحاكيمي (بالفرنسية: Ali Hakimi)‏ ولد في 24 أبريل 1976 في تونس العاصمة في تونس. هو لاعب قوى تونسي تحصل على الجنسية السويسرية في 2007.

هو مختص في ركض المسافات المتوسطة، ويملك الرقم القياسي التونسي في 1000 متر و1500 متر والمايل للرجال.

## سجل منافساته
| العام      | المسابقة                               | المكان                             | المركز     | حدث        | ملاحظة     |
| ممثلا تونس | ممثلا تونس                             | ممثلا تونس                         | ممثلا تونس | ممثلا تونس | ممثلا تونس |
| ---------- | -------------------------------------- | ---------------------------------- | ---------- | ---------- | ---------- |
| 1994       | بطولة أفريقيا للناشئين لألعاب القوى    | الجزائر العاصمة، الجزائر           | 2          | 1500 متر   |            |
| 1996       | الألعاب الأولمبية الصيفية              | أتلانتا (جورجيا)، الولايات المتحدة | 8          | 1500 متر   |            |
| 1997       | بطولة العالم لألعاب القوى داخل الصالات | باريس، فرنسا                       | 6          | 1500 متر   |            |
| 1997       | بطولة العالم لألعاب القوى              | أثينا، اليونان                     | 5          | 1500 متر   |            |
| 1999       | بطولة العالم لألعاب القوى داخل الصالات | مايه-باشي، اليابان                 | 6          | 1500 متر   |            |
| 1999       | دورة الألعاب العربية                   | عمان، الأردن                       | 1          | 800 متر    |            |
| 1999       | دورة الألعاب العربية                   | عمان، الأردن                       | 1          | 1500 متر   |            |

## أرقام قياسية
| الفئة    | الرقم القياسي | المكان           | التاريخ       | ملاحظات         |
| -------- | ------------- | ---------------- | ------------- | --------------- |
| 800 متر  | 1 دق 47 ث 07  | أوتاوا، كندا     | 20 يوليو 2001 |                 |
| 1000 متر | 2 دق 16 ث 71  | ستوكهولم، السويد | 30 يوليو 1999 | رقم قياسي لتونس |
| 1500 متر | 3 دق 31 ث 70  | بروكسل، بلجيكا   | 22 أغسطس 1997 | رقم قياسي لتونس |
| المايل   | 3 دق 50 ث 57  | برلين، ألمانيا   | 26 أغسطس 1997 | رقم قياسي لتونس |

## روابط خارجية
- علي الحاكيمي على موقع الاتحاد الدولي لألعاب القوى (الإنجليزية)
- علي الحاكيمي على موقع أوليمبيديا (الإنجليزية)

- صفحة علي الحاكيمي على موقع الاتحاد الدولي لألعاب القوى.